# Crinum variabile
Crinum variabile är en amaryllisväxtart som först beskrevs av Nikolaus Joseph von Jacquin, och fick sitt nu gällande namn av Herb.. Crinum variabile ingår i släktet Crinum, och familjen amaryllisväxter. Inga underarter finns listade i Catalogue of Life.